# Lagerquist Auto Company
Lagerquist Auto Company, vorher Lagerquist Carriage Company, war ein US-amerikanischer Hersteller von Kutschen, Automobilen und Karosserien.

## Unternehmensgeschichte
Das Unternehmen hatte seinen Sitz in Des Moines in Iowa. Die Brüder Henry und Hugo Lagerquist leiteten es. Zunächst stellten sie Kutschen her. 1909 kam die Produktion von Automobilen dazu. Der Markenname lautete Lagerquist für Personenkraftwagen und Hawkeye für Lieferwagen. Im November 1909 wurde ein neues Werk mit zwei Etagen gebaut. Davon war ein Teil als Reparaturwerkstatt gedacht. Noch 1909 endete die Kraftfahrzeugproduktion.
1929 entstanden noch Karosserien. Danach verliert sich die Spur des Unternehmens.

## Kraftfahrzeuge
Das einzige Modell war ein Highwheeler.